# The Last Flight (The Twilight Zone)
"The Last Flight" is een aflevering van de Amerikaanse televisieserie The Twilight Zone. Het scenario werd geschreven door Richard Matheson.

## Plot

### Opening
Witness Flight Lieutenant William Terrance Decker, Royal Flying Corps, returning from a patrol somewhere over France. The year is 1917. The problem is that the Lieutenant is hopelessly lost. Lieutenant Decker will soon discover that a man can be lost not only in terms of maps and miles, but also in time— and time, in this case, can be measured in eternities.
— Rod Serling

### Verhaal
Decker, een Britse piloot uit de Eerste Wereldoorlog, landt met zijn vliegtuigje in het jaar 1959 op een Amerikaanse luchtvaartbasis na door een vreemde wolk te zijn gevlogen. Hij wordt meteen voor ondervraging meegenomen. Hij vertelt hoe hij op patrouille was met zijn vriend Alexander Mackaye. De twee werden verrast door 7 Duitse vliegtuigen. In plaats van hem te helpen, vluchtte Decker de wolk in en liet Alexander aan zijn lot over. Vervolgens krijgt Decker te horen dat Alexander de aanval heeft overleefd en later tijdens de Tweede Wereldoorlog een grote held werd. Hij heeft nu de rang van Vice-Marshal en is op weg om de basis te inspecteren.
Decker kan zich niet voorstellen hoe Alexander de Duitse aanval overleefd heeft, totdat een van zijn ondervragers suggereert dat Alexander wellicht hulp heeft gekregen. Decker concludeert dat, aangezien er geen andere Britse vliegtuigen in de buurt waren, hij op een of andere manier Alexander moet hebben geholpen. Gedreven door die gedachte vlucht hij naar buiten, stapt in zijn vliegtuig en vliegt weer door de wolk.
Even later arriveert Vice-Marshall Alexander Mackaye op de basis voor zijn inspectie. Hij krijgt te horen wat er gebeurd is en is geschokt wanneer hij Deckers identificatiekaart ziet. Hij vertelt dat het inderdaad Decker was die hem gered heeft tijdens de Duitse aanval, ten koste van zijn eigen leven.

### Slot
Dialogue from a play, Hamlet to Horatio: 'There are more things in heaven and earth than are dreamt of in your philosophy.' Dialogue from a play written long before men took to the sky. There are more things in heaven and earth, and in the sky, than perhaps can be dreamt of. And somewhere in between heaven, the sky, the earth, lies the Twilight Zone.
— Rod Serling

## Rolverdeling
- Kenneth Haigh: Flight Lt. Decker
- Simon Scott: Major Wilson
- Alexander Scourby: Generaal Harper
- Robert Warwick: Air Vice Marshal Alexander Mackaye
- Harry Raybould: Korporaal
- Jerry Catron: Bewaker
- Jack Perkins: Monteur
- Paul Baxley: Jeepchauffeur

## Trivia
- De aflevering werd opgenomen in Norton Air Force Base in San Bernardino, Californië.
- Het Nieuport vliegtuigje uit de aflevering was eigendom van Frank Gifford Tallman en werd ook door hem bestuurd.